# Crandall (Indiana)
Crandall – miasto w Stanach Zjednoczonych, w stanie Indiana, w hrabstwie Harrison.